# Etna Green (Indiana)
Etna Green es un pueblo ubicado en el condado de Kosciusko en el estado estadounidense de Indiana. En el Censo de 2010 tenía una población de 586 habitantes y una densidad poblacional de 441,04 personas por km².

## Geografía
Etna Green se encuentra ubicado en las coordenadas 41°16′32″N 86°2′34″O / 41.27556, -86.04278. Según la Oficina del Censo de los Estados Unidos, Etna Green tiene una superficie total de 1.33 km², de la cual 1.33 km² corresponden a tierra firme y (0.19%) 0 km² es agua.

## Demografía
Según el censo de 2010, había 586 personas residiendo en Etna Green. La densidad de población era de 441,04 hab./km². De los 586 habitantes, Etna Green estaba compuesto por el 97.78% blancos, el 0.51% eran afroamericanos, el 0.34% eran amerindios, el 0.34% eran asiáticos, el 0% eran isleños del Pacífico, el 0.51% eran de otras razas y el 0.51% pertenecían a dos o más razas. Del total de la población el 2.39% eran hispanos o latinos de cualquier raza.